# Blastobasis wolffi
Blastobasis wolffi is een vlinder uit de familie spaandermotten (Blastobasidae). De wetenschappelijke naam is voor het eerst geldig gepubliceerd in 2004 door Sinev & Karsholt.
De soort komt voor in Europa.